# والر (واشینگتن)
والر (به انگلیسی: Waller) یک منطقهٔ مسکونی در ایالات متحده آمریکا است که در شهرستان پیرس، واشینگتن واقع شده‌است. والر ۲۳٫۹ کیلومتر مربع مساحت و ۹٬۲۰۰ نفر جمعیت دارد و ۱۱۹ متر بالاتر از سطح دریا واقع شده‌است.